# Université d'État de Fairmont
Pour les articles homonymes, voir FSU.
L'université d'État de Fairmont (en anglais : Fairmont State University ou FSU) est une université américaine située à Fairmont en Virginie-Occidentale.

## Source
- (en) Cet article est partiellement ou en totalité issu de l’article de Wikipédia en anglais intitulé « Fairmont State University » (voir la liste des auteurs).